# Michaela Kirchgasser
Michaela Kirchgasser (ur. 18 marca 1985 w Schwarzach im Pongau) – austriacka narciarka alpejska, wielokrotna medalistka mistrzostw świata.

## Kariera
Po raz pierwszy na arenie międzynarodowej pojawiła się 27 listopada 2000 roku w Obergurgl, gdzie w zawodach FIS Race zajęła trzynaste miejsce w slalomie. W 2002 roku wystartowała na mistrzostwach świata juniorów w Tarvisio, gdzie jej najlepszym wynikiem było piąte miejsce w slalomie. Jeszcze trzykrotnie startowała na imprezach tego cyklu, największe sukcesy osiągając podczas mistrzostw świata juniorów w Briançonnais w 2003 roku, gdzie zwyciężyła w slalomie, a w kombinacji wywalczyła srebrny medal. Ponadto na mistrzostwach świata juniorów w Bardonecchii w 2005 roku wywalczyła brązowy medal w gigancie.
W zawodach Pucharu Świata zadebiutowała 9 grudnia 2001 roku w Sestriere, zajmując siedemnaste miejsce w slalomie. Tym samym już w swoim debiucie wywalczyła pierwsze pucharowe punkty. Na podium zawodów PŚ po raz pierwszy stanęła 25 listopada 2006 roku w Aspen, kończąc giganta na trzeciej pozycji. W zawodach tych wyprzedziły ją jedynie jej rodaczka, Kathrin Zettel oraz Tanja Poutiainen z Finlandii. W kolejnych startach wielokrotnie stawała na podium, odnosząc trzy zwycięstwa: 24 lutego 2007 roku w Sierra Nevada wygrała giganta, a 22 stycznia 2012 roku w Kranjskiej Gorze i 17 marca 2012 roku w Schladming była najlepsza w slalomach. Najlepsze wyniki osiągnęła w sezonie 2006/2007, kiedy to w klasyfikacji generalnej zajęła ósme miejsce, a w klasyfikacji giganta była trzecia. Ponadto w sezonie 2011/2012 była druga w klasyfikacji slalomu, a w sezonach 2009/2010, 2012/2013 i
2015/2016 zajmowała trzecie miejsce w klasyfikacji superkombinacji.
Na mistrzostwach świata w Åre w 2007 roku wspólnie z koleżankami i kolegami z reprezentacji wywalczyła złoty medal w zawodach drużynowych. Na tych samych mistrzostwach była też czwarta w gigancie, przegrywając walkę o medal z Włoszką Denise Karbon o 0,18 sekundy. Na rozgrywanych dwa cztery później mistrzostwach świata w Garmisch-Partenkirchen była druga w zawodach drużynowych. Pierwszy indywidualny medal wywalczyła podczas mistrzostw świata w Schladming w 2013 roku, zajmując drugie miejsce w slalomie. Rozdzieliła tam na podium Mikaelę Shiffrin z USA i Szwedkę Fridę Hansdotter. Ponadto w zawodach drużynowych ponownie zdobyła złoty medal. Kolejne dwa medale przywiozła z mistrzostw świata w Vail/Beaver Creek w 2015 roku, wygrywając w zawodach drużynowych i zajmując trzecie miejsce w superkombinacji. Indywidualnie uplasowała się za Tiną Maze ze Słowenii i swą rodaczką, Nicole Hosp. Następnie zajęła trzecie miejsce w superkombinacji podczas mistrzostw świata w Sankt Moritz w 2017 roku. Tym razem lepsze okazały się dwie Szwajcarki: Wendy Holdener i Michelle Gisin.
W 2006 roku wystąpiła na igrzyskach olimpijskich w Turynie, gdzie była piąta w slalomie i szósta w kombinacji. Cztery lata później, podczas igrzysk w Vancouver, jej najlepszym wynikiem było dziewiąte miejsce w superkombinacji. Brała również udział w igrzyskach olimpijskich w Soczi w 2014 roku, zajmując siódme miejsce w superkombinacji i dwunaste w gigancie.

## Osiągnięcia

### Igrzyska olimpijskie
| Miejsce | Dzień     | Rok  | Miejscowość     | Konkurencja     | Czas biegu | Strata | Zwyciężczyni        |
| ------- | --------- | ---- | --------------- | --------------- | ---------- | ------ | ------------------- |
| 6.      | 18 lutego | 2006 | Sestriere       | Kombinacja      | 2:51,08    | +2,40  | Janica Kostelić     |
| 5.      | 22 lutego | 2006 | Sestriere       | Slalom          | 1:29,04    | +1,24  | Anja Pärson         |
| DNF2    | 24 lutego | 2006 | Sestriere       | Gigant          | 2:09,19    | -      | Julia Mancuso       |
| 9.      | 18 lutego | 2010 | Whistler        | Superkombinacja | 2:09,14    | +2,11  | Maria Riesch        |
| 15.     | 25 lutego | 2010 | Whistler        | Gigant          | 2:27,11    | +1,29  | Viktoria Rebensburg |
| DNF2    | 26 lutego | 2010 | Whistler        | Slalom          | 1:42,89    | -      | Maria Riesch        |
| 7.      | 10 lutego | 2014 | Krasnaja Polana | Superkombinacja | 2:36,41    | +1,79  | Maria Höfl-Riesch   |
| 12.     | 18 lutego | 2014 | Krasnaja Polana | Gigant          | 2:36,87    | +2,94  | Tina Maze           |

### Mistrzostwa świata
| Miejsce | Dzień     | Rok  | Miejscowość       | Konkurencja     | Czas biegu | Strata | Zwyciężczyni      |
| ------- | --------- | ---- | ----------------- | --------------- | ---------- | ------ | ----------------- |
| DSQ     | 6 lutego  | 2007 | Åre               | Superkombinacja | 1:57,69    | -      | Anja Pärson       |
| 4.      | 13 lutego | 2007 | Åre               | Gigant          | 2:31,72    | -      | Nicole Hosp       |
| 9.      | 16 lutego | 2007 | Åre               | Slalom          | 1:43,91    | +1,62  | Šárka Záhrobská   |
| 1.      | 18 lutego | 2007 | Åre               | Drużynowo       | -          | -      | Austria           |
| DSQ1    | 6 lutego  | 2009 | Val d’Isère       | Superkombinacja | 2:20,13    | -      | Kathrin Zettel    |
| 5.      | 12 lutego | 2009 | Val d’Isère       | Gigant          | 2:03,49    | +0,73  | Kathrin Hölzl     |
| DNF1    | 14 lutego | 2009 | Val d’Isère       | Slalom          | 1:51,80    | -      | Maria Riesch      |
| 13.     | 11 lutego | 2011 | Ga-Pa             | Superkombinacja | 2:43,23    | +2,75  | Anna Fenninger    |
| 2.      | 16 lutego | 2011 | Ga-Pa             | Drużynowo       | -          | -      | Francja           |
| DNF2    | 19 lutego | 2011 | Ga-Pa             | Slalom          | 1:45,79    | -      | Marlies Schild    |
| 4.      | 8 lutego  | 2013 | Schladming        | Superkombinacja | 2:39,92    | +1,64  | Maria Höfl-Riesch |
| 1.      | 12 lutego | 2013 | Schladming        | Drużynowo       | -          | -      | -                 |
| DSQ1    | 14 lutego | 2013 | Schladming        | Gigant          | 2:08,06    | -      | Tessa Worley      |
| 2.      | 16 lutego | 2013 | Schladming        | Slalom          | 1:39,85    | +0,22  | Mikaela Shiffrin  |
| 3.      | 9 lutego  | 2015 | Vail/Beaver Creek | Superkombinacja | 2:33,37    | +0,35  | Tina Maze         |
| 1.      | 10 lutego | 2015 | Vail/Beaver Creek | Drużynowo       | -          | -      | -                 |
| 6.      | 12 lutego | 2015 | Vail/Beaver Creek | Gigant          | 2:19,16    | +1,75  | Anna Fenninger    |
| DNF2    | 14 lutego | 2015 | Vail/Beaver Creek | Slalom          | 1:38,48    | -      | Mikaela Shiffrin  |
| 3.      | 10 lutego | 2017 | Sankt Moritz      | Superkombinacja | 1:58,88    | +0,38  | Wendy Holdener    |
| 12.     | 16 lutego | 2017 | Sankt Moritz      | Gigant          | 2:05,55    | +2,04  | Tessa Worley      |
| 6.      | 18 lutego | 2017 | Sankt Moritz      | Slalom          | 1:37,27    | +2,22  | Mikaela Shiffrin  |

### Mistrzostwa świata juniorów
| Miejsce | Dzień     | Rok  | Miejscowość  | Konkurencja | Czas biegu | Strata     | Zwyciężczyni            |
| ------- | --------- | ---- | ------------ | ----------- | ---------- | ---------- | ----------------------- |
| 33.     | 27 lutego | 2002 | Tarvisio     | Zjazd       | 1:29,81    | +5,33      | Julia Mancuso           |
| 15.     | 28 lutego | 2002 | Tarvisio     | Supergigant | 1:27,54    | +2,40      | Maria Riesch            |
| 5.      | 1 marca   | 2002 | Tarvisio     | Slalom      | 1:36,54    | +0,62      | Veronika Zuzulová       |
| 15.     | 3 marca   | 2002 | Tarvisio     | Gigant      | 1:52,15    | +2,01      | Julia Mancuso           |
| 7.      | 3 marca   | 2002 | Tarvisio     | Kombinacja  | 5,20 pkt   | ?          | Julia Mancuso           |
| 16.     | 4 marca   | 2003 | Briançonnais | Zjazd       | 1:15,20    | +1,69      | Tamara Wolf             |
| DNF     | 5 marca   | 2003 | Briançonnais | Supergigant | 1:20,02    | -          | Julia Mancuso           |
| 1.      | 7 marca   | 2003 | Briançonnais | Slalom      | 1:38,53    | -          | -                       |
| 4.      | 8 marca   | 2003 | Briançonnais | Gigant      | 2:05,70    | +1,27      | Jessica Lindell-Vikarby |
| 2.      | 8 marca   | 2003 | Briançonnais | Kombinacja  | 25,68 pkt  | +13,35 pkt | Maria Riesch            |
| 10.     | 4 lutego  | 2004 | Maribor      | Zjazd       | 1:12,23    | +1,56      | Maria Riesch            |
| 24.     | 4 lutego  | 2004 | Maribor      | Gigant      | 2:21,39    | +5,50      | Maria Riesch            |
| 7.      | 4 lutego  | 2004 | Maribor      | Slalom      | 1:40,73    | +0,67      | Kathrin Zettel          |
| 6.      | 4 lutego  | 2004 | Maribor      | Kombinacja  | 29,23 pkt  | +37,17 pkt | Julia Mancuso           |
| DNF     | 23 lutego | 2005 | Bardonecchia | Zjazd       | 1:28,84    | -          | Nadia Fanchini          |
| 7.      | 24 lutego | 2005 | Bardonecchia | Supergigant | 1:26,81    | +1,59      | Andrea Fischbacher      |
| 5.      | 25 lutego | 2005 | Bardonecchia | Slalom      | 1:23,97    | +3,06      | Šárka Záhrobská         |
| 3.      | 26 lutego | 2005 | Bardonecchia | Gigant      | 2:21,34    | +0,39      | Nadia Fanchini          |

### Puchar Świata

#### Miejsca w klasyfikacji generalnej
- sezon 2001/2002: 89.
- sezon 2002/2003: 81.
- sezon 2003/2004: 63.
- sezon 2004/2005: 58.
- sezon 2005/2006: 20.
- sezon 2006/2007: 8.
- sezon 2007/2008: 33.
- sezon 2008/2009: 22.
- sezon 2009/2010: 19.
- sezon 2010/2011: 21.
- sezon 2011/2012: 10.
- sezon 2012/2013: 14.
- sezon 2013/2014: 25.
- sezon 2014/2015: 29.
- sezon 2015/2016: 15.
- sezon 2016/2017: 28.

#### Zwycięstwa w zawodach
1. Sierra Nevada – 24 lutego 2007 (gigant)
2. Kranjska Gora – 22 stycznia 2012 (slalom)
3. Schladming – 17 marca 2012 (slalom)

#### Pozostał miejsca na podium w zawodach
1. Aspen – 25 listopada 2006 (gigant) – 3. miejsce
2. Reiteralm – 15 grudnia 2006 (kombinacja) – 2. miejsce
3. Zwiesel – 10 marca 2007 (gigant) – 3. miejsce
4. Lenzerheide – 18 marca 2007 (gigant) – 3. miejsce
5. Cortina d’Ampezzo – 25 stycznia 2008 (gigant) – 2. miejsce
6. Sankt Moritz – 29 stycznia 2010 (superkombinacja) – 2. miejsce
7. Zagrzeb – 3 stycznia 2012 (slalom) – 3. miejsce
8. Moskwa – 21 lutego 2012 (slalom równoległy) – 2. miejsce
9. Monachium – 1 stycznia 2013 (slalom równoległy) – 3. miejsce
10. Méribel – 24 lutego 2013 (superkombinacja) – 3. miejsce
11. Altenmarkt-Zauchensee – 11 stycznia 2014 (superkombinacja) – 2. miejsce
12. Val d’Isère – 18 grudnia 2015 (superkombinacja) – 3. miejsce
13. Lenzerheide – 13 marca 2016 (superkombinacja) – 2. miejsce
14. Crans-Montana – 24 lutego 2017 (superkombinacja) – 3. miejsce

- W sumie (3 zwycięstwa, 6 drugich i 8 trzecich miejsc).